# Conrad Brunkman
Conrad Brunkman, né le 20 janvier 1887 à Helsingborg et mort le 27 mai 1925 à Lund, est un rameur d'aviron suédois. 

## Palmarès

### Jeux olympiques
- 1912 à Stockholm
  -  Médaille d'argent en embarcations quatre barré